# فرد چیلتون
فرد چیلتون (انگلیسی: Fred Chilton؛ زادهٔ ۱۰ ژوئیهٔ ۱۹۳۵) بازیکن فوتبال اهل بریتانیا است.
از باشگاه‌هایی که در آن بازی کرده‌است می‌توان به باشگاه فوتبال ساندرلند اشاره کرد.